# Gabriel Heinze
Gabriel Ivan Heinze (Crespo, 19. travnja 1978.) argentinski je nogometni trener i umirovljeni nogometaš koji je igrao zadnje za Newell's Old Boys i argentinsku nogometnu reprezentaciju. Trenutačno je trener Argentinos Juniorsa.